# يين يين
يين يين (2 يناير 1974 في الصين - ) (بالصينية: 殷茵) هي لاعبة كرة طائرة الصين في مركز ضارب خارجي ‏. شاركت في الألعاب الأولمبية الصيفية 2000.

## وصلات خارجية
- يين يين على موقع الاتحاد الأوروبي (الإنجليزية)
- يين يين على موقع دوري الدرجة الأولى الإيطالي للكرة الطائرة - سيدات (الإيطالية)
- يين يين على موقع أوليمبيديا (الإنجليزية)